# RAF Barkston Heath
Barkston Heath Royal Air Force Base (engelska: RAF Barkston Heath, Royal Air Force Station Barkston Heath) är en flygplats i Storbritannien.   Den ligger i grevskapet Lincolnshire och riksdelen England, i den sydöstra delen av landet, 160 km norr om huvudstaden London. Barkston Heath Royal Air Force Base ligger 111 meter över havet.
Terrängen runt Barkston Heath Royal Air Force Base är huvudsakligen platt. Barkston Heath Royal Air Force Base ligger uppe på en höjd som går i nord-sydlig riktning. Runt Barkston Heath Royal Air Force Base är det ganska tätbefolkat, med 139 invånare per kvadratkilometer. Närmaste större samhälle är Grantham, 7,8 km sydväst om Barkston Heath Royal Air Force Base. Trakten runt Barkston Heath Royal Air Force Base består till största delen av jordbruksmark.